# Экологичные автомобили
Экологичные автомобили, или «зелёные» автомобили (от англ. environmentally friendly vehicle, green vehicle), — автомобили, оказывающие меньшее негативное воздействие на окружающую среду, чем обычные автомобили: заряжаемые автомобили, включая заряжаемые гибриды и электромобили, гибридные автомобили,  а также водородный транспорт.

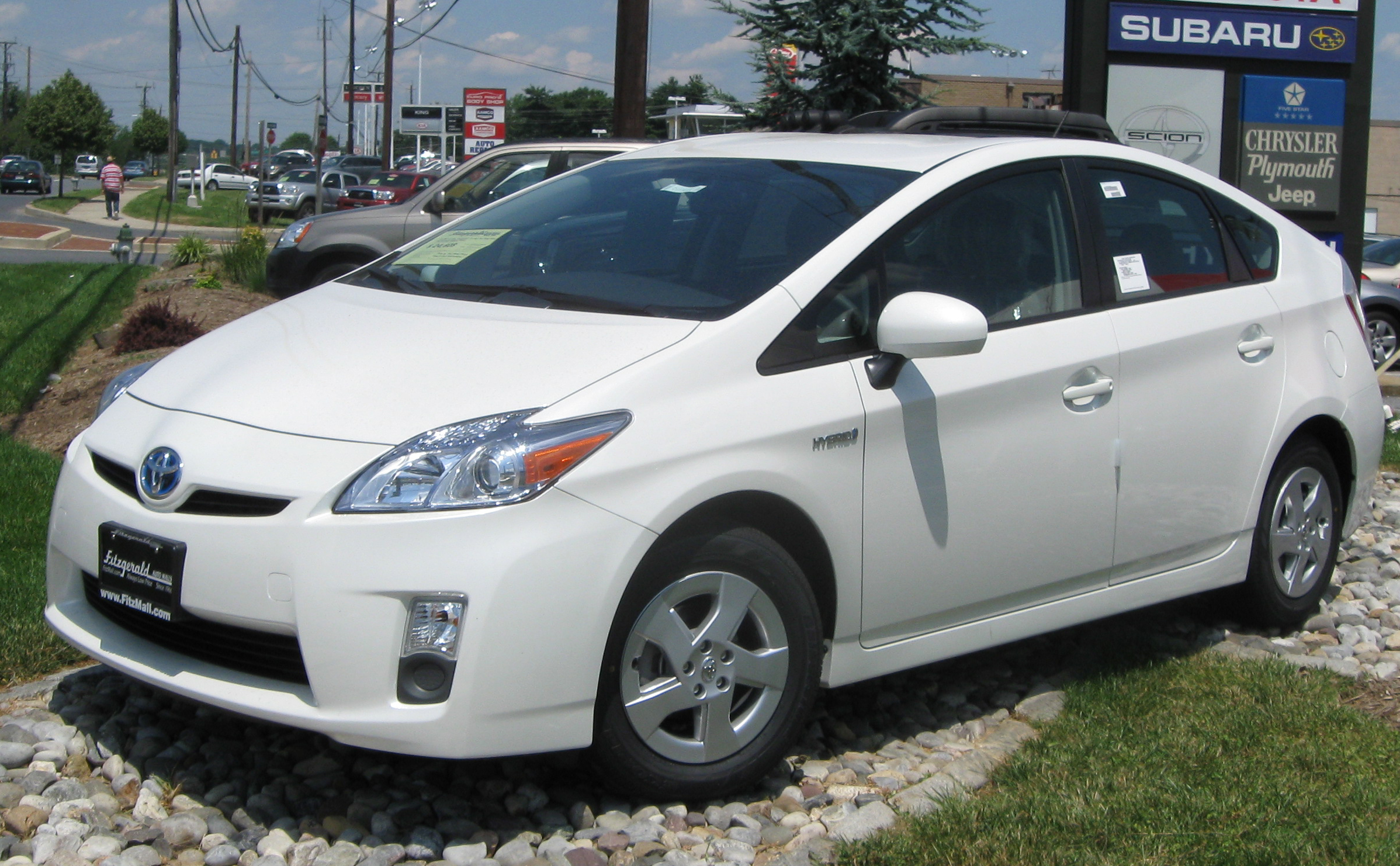
2010 Toyota Prius II

## Продвижение
«Альтернативный» автомобильный сектор растёт медленно, но зато уверенными темпами. Спрос на экологические автомобили сформировался ещё до нынешнего кризиса и не угас, несмотря на продолжительное снижение цен на нефть. Сегодня, в свете борьбы с глобальным потеплением и с учётом реализации планов по уменьшению зависимости от традиционных невозобновляемых энергоносителей, правительства многих стран с помощью монетарных и немонетарных инструментов мотивируют своих граждан покупать именно «зелёные» автомобили. Однако пока такие автомобили слишком дороги и неудобны для повседневного использования, поскольку ещё не создана вся необходимая инфраструктура (станции для заправки биотопливом и для быстрой подзарядки аккумуляторов электромобилей, сервисные центры и т. д.). Поэтому люди чаще покупают автомобили с бензиновыми или дизельными моторами.
В целом, что касается стимулирования продаж «зелёных» автомобилей, то здесь можно выделить три базовых направления.

## Рейтинги экологичности
Список наиболее экологичных и экономичных моделей автомобилей ежегодно публикует Немецкий Транспортный Клуб. В 2009 году большинство мест в рейтинге заняли малолитражные автомобили — их 45.
В 2009 году на первом месте был Toyota Aygo, а втором и третьем местах — Citroen C1 и Peugeot 107. В компактном классе победила Skoda Fabia 1.2, далее — Honda Civic Hybrid и Mercedes-Benz A 160

## Критика
Существующие на данный момент «альтернативные» технологии несовершенны. «Зелёные» автомобили далеко не всегда оправдывают своё название, в отдельных случаях становясь ещё большим «загрязнителем» окружающей среды, чем стандартные бензиновые аналоги. Ведь для производства самого автомобиля (всех узлов и агрегатов) и «альтернативной» энергии, за счет которой он работает, как правило, используют традиционные технологические/производственные цепочки и невозобновляемые энергоресурсы